# 巴基斯坦國際航空268號班機空難
巴基斯坦國際航空268號班機（PIA268，PK268）是由巴基斯坦卡拉奇飛往尼泊爾加德滿都的國際定期航班。1992年9月28日，一架空中巴士A300B4-203在加德滿都機場降落時墜毀，機上167人全部遇難。

## 經過
當天，PK268號班機於巴基斯坦當地時間11時13分從卡拉奇機場起飛。在接近加德滿都時，機組收到向02跑道進近的指令，但由於下降過早，飛機最終撞山墜毀，機上167人全部遇難。
遇難者國籍分佈如下：
| 國籍     | 乘客 | 機組 | 合計 |
| -------- | ---- | ---- | ---- |
| 英国     | 36   | 0    | 36   |
| 尼泊尔   | 30   | 0    | 30   |
| 巴基斯坦 | 18   | 12   | 30   |
| 西班牙   | 30   | 0    | 30   |
| 荷蘭     | 14   | 0    | 14   |
| 義大利   | 10   | 0    | 10   |
|          | 4    | 0    | 4    |
| 美国     | 3    | 0    | 3    |
| 加拿大   | 2    | 0    | 2    |
| 法國     | 2    | 0    | 2    |
| 瑞士     | 2    | 0    | 2    |
| 日本     | 1    | 0    | 1    |
| 新西兰   | 1    | 0    | 1    |
| 未知     | 2    | 0    | 2    |
| 總計     | 155  | 12   | 167  |

## 涉事航機

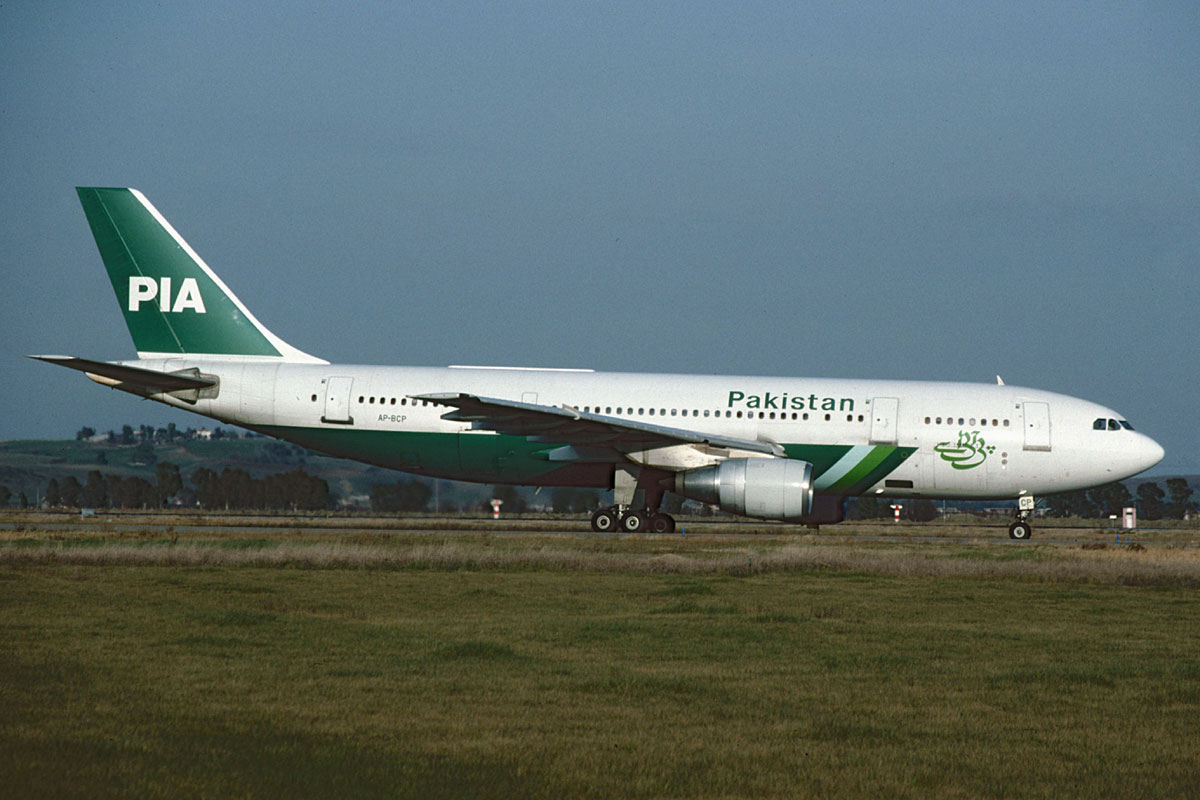
涉事航机，注册号AP-BCP，于1992年2月摄于罗马-菲乌米奇诺机场。

失事的空客A300於1976年3月23日首飛，生產線編號025，使用CF6-50C2發動機，事發時機齡16.5年。該機曾先後服役於巴伐利亞德國航空（Bavaria Germanair）、埃及航空、赫伯羅特航空、神鷹航空。截至事發時，該機飛行時數為39045，起降次數19172。

## 類似事故
- 泰國國際航空311號班機空難- 亦因撞山而墜毀，全機113人死亡
- 美國航空965號班機空難
- 加魯達印尼航空152號班機空難
- 中国国际航空129号班机空难
- 2010年波兰空军图-154坠机事件

## 延伸閱讀
- Job, Macarthur.  3. Aerospace Publications Pty. Ltd. (澳大利亞). 1998: 98–115. ISBN 1-875671-34-X.